# Minnehallen
El Minnehallen o Salón del Recuerdo es un monumento nacional situado a las afueras de Stavern en Larvik, Vestfold, Noruega.
El monumento fue encargado por el Parlamento noruego después de la Primera Guerra Mundial para conmemorar a los marineros noruegos caídos en la guerra. Fue inaugurado por el rey Haakon VII y posteriormente se convirtió en el monumento nacional que conmemora a los marineros caídos tanto en la Primera como en la Segunda Guerra Mundial. El monumento en sí es una pirámide de roca de cantera local y está diseñado por dos arquitectos de Oslo, Andreas Hesselberg Bjercke (1883-1967) y Georg Christen Eliassen (1880-1964)
Nic Schiøll ha realizado un relieve que describe la vida y el destino de los marineros, así como una decoración en la cripta. Unas tablillas de cobre muestran los nombres de 1.892 marineros muertos durante la Primera Guerra Mundial y 3.456 nombres de marineros muertos en la Segunda Guerra Mundial. Además, tres protocolos contienen los nombres de 5.667 marineros. El interior de la sala es visitado por unas 20.000 personas cada año.
Herman Wildenvey escribió Minnehallen, un poema que se exhibía en el altar de roca del vestíbulo.  El primer y el último verso decían lo siguiente:
Landets egne, mand og kvinne
Konge, folk og raad,
reiste dette æresminde
sobre sjømænds daad.
Su hvor hav og land som brødre
deler storm og sol
Samles søsken, fædre, mødre,
símbolo om et stort
El propio país, hombre y mujer
Rey, pueblo y consejo
erigió este memorial sobre
las hazañas de los marineros.
Aquí donde el mar y la tierra como hermanos
comparten tormenta y sol
Reúna a hermanos, padres, madres,
alrededor de un símbolo tan grande

Hvil i fred, hver fredens kriger
i din våte grav.
Taus du se hundió, mindet stiger
su som sol av hav.
Atter blir mot dagen haevet
alt som havet tok.
Og vi veterinario dit navn er skrevet
i en evig bok.
Descanse en paz, cada guerrero de la paz
en tu tumba acuática
En silencio te hundiste, el recuerdo asciende
aquí como el sol del mar.
Todo lo que el mar se llevó
se incrementa con el día.
Y sabemos que tu nombre está escrito
en un libro eterno.